# Basilio Ponce de León
Basilio Ponce de León, né vers 1570 à Grenade et mort le 28 août 1629 à Salamanque, est un théologien augustin espagnol, neveu du célèbre poète et professeur d'Écriture sainte Luis de León.

## Biographie
Envoyé à Salamanque, il y eut pour maître, parmi d'autres, son oncle Luis de León. Après sa mort, Basilio entra chez les Augustins en 1592. Il enseigna dès 1602 au couvent de l'ordre à Alcalá, puis de 1603 à 1623 à la faculté de théologie de l'université de Salamanque. C'est un auteur très éclectique, ce qui fait son intérêt, dans la mesure où il a enseigné à la fois sur des chaires durandistes, scotistes et thomistes à Salamanque. Ses disputes théologiques offrent un excellent tableau des controverses de l'époque. Il a par ailleurs défendu La Nuit obscure de Jean de la Croix devant l'Inquisition.

## Œuvres
- De agno typico liber unus, Madrid, 1604 ;
- Variarum disputationum ex utraque theologia scholastica et expositiva, Salamanque, 1611 ;
- Tractatus de impedimentibus matrimonii, sive commentarius ad decem Gratiani causas a 27, Salmanticae, apud Antoniam Ramirez viduam, 1613 ;
- De sacramento matrimonii, Salamanca, 1624 ;
- Praelectio posthuma de sacramento confirmationis, Salamanque, 1630 ;
- Primera parte de discursos para todos los Evangelios de la Quaresma, Madrid, 1605 ;
- De la primera parte de discuros, para differentes Evangelios del año, Madrid, 1606